# دييغو دراجير
دييغو دراجير (مواليد 26 مارس 1974) هو مبارز بالسيف أرجنتيني، مثّل بلاده في الألعاب الأولمبية الصيفية 2000.

## روابط خارجية
دييغو دراجير على موقع الاتحاد الدولي للمبارزة (الإنجليزية)
- دييغو دراجير على موقع أوليمبيديا (الإنجليزية)